# Pieve di San Giovanni Battista in Jerusalem
La pieve di San Giovanni Battista in Jerusalem si trova a San Donnino, località nel comune di Certaldo, in provincia di Firenze. 
È ubicata lungo la strada che dalla Cappella di San Michele a Semifonte scende verso il fondovalle. 

## Storia
Il titolo San Giovanni in Battista in Jerusalem le deriva dalla primitiva chiesa (la cosiddetta pieve vecchia) che sorse nei pressi.

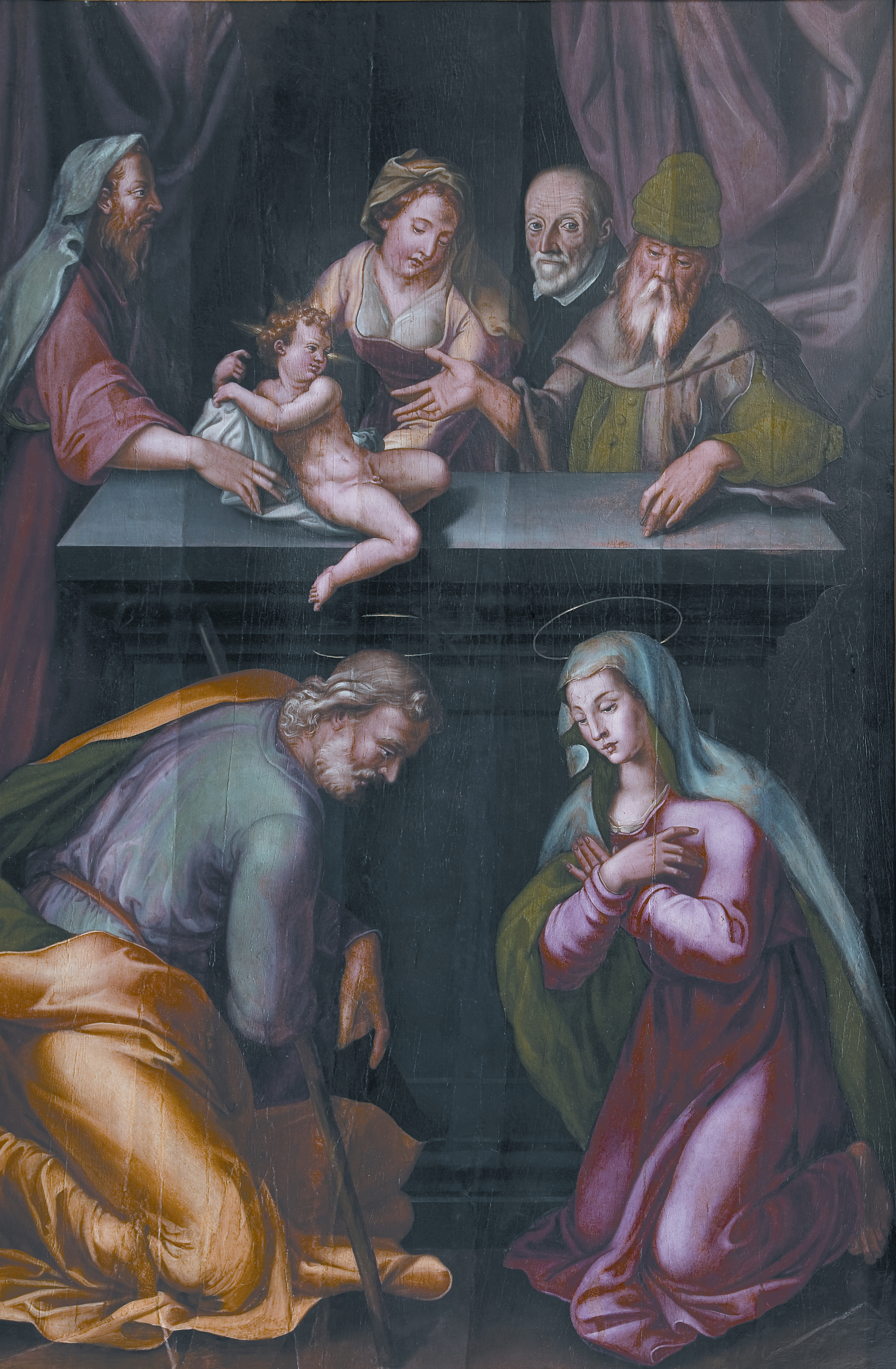
Bottega di Bernardino Poccetti, Circoncisione, Certaldo, Museo di arte sacra

La prima testimonianza scritta su questo edificio si trova in un documento datato 10 agosto 998. In quella data il marchese Ugo II di Toscana effettuò una cospicua donazione in favore della Badia di Martùri e tra i beni donati figura anche la plebem di San Hierusalem.
La vita della pieve è sempre stata strettamente legata alle vicende della vicina città di Semifonte, castello fondato dai conti Alberti alla fine degli anni '70 del XII secolo. Non è certo se la pieve fosse inserita all'interno delle mura della città o se fosse all'esterno. La totale distruzione di Semifonte avvenne nel 1202 e nell'atto di resa redatto il 7 aprile di quell'anno figurano 28 uomini della parrocchia di san Jerusalem.
Nel corso del XIII secolo la pieve mantenne intatta la sua solidità economica. Alla data 11 giugno 1240 risulta che il pievano Ranieri vantava dei crediti e nel 1260 il rettore della pieve si impegnò a raccogliere 24 staia di grano per il mantenimento dell'esercito fiorentino. Nel corso dello stesso secolo alla chiesa facevano capo 12 chiese suffraganee che erano amministrate dai componenti del capitolo dei canonici.
A cavallo tra il XIII e XIV secolo la situazione economica peggiorò come risulta dalla decime pagate in quel periodo, tutte intorno alle 6 lire, ma non peggiorò la situazione istituzionale: alla data 16 aprile 1300 risulta che presso la pieve venne rogato un atto notarile; il 13 novembre 1312 presso il poggio di Semifonte si ritrovarono degli uomini del suo popolo insieme ad altri del vicino popolo di San Niccolò per giurare fedeltà all'imperatore Arrigo VII in quel momento accampato a San Casciano in Val di Pesa; il 27 maggio 1331 il patronato della pieve passò dalla badia a Passignano alla badia a Settimo e nel 1343 entrò a far parte della podesteria di Certaldo.
Tra il XV e il XVI secolo la pieve venne abbandonata e in occasione della visita apostolica del 1568 il visitatore trovò che l'antica pieve, collocata sul poggio, fosse del tutto rovinata e decise fece trasferire la sede plebana nel sottostante oratorio dello spedale
Nel 1559 le venne annessa la chiesa di san Pietro a Petrognano e prima del 1735 quella di Megognano, in entrambi i casi soppresse a causa dello spopolamento delle campagne. Nel 1678 risulta già costruito l'edificio della compagnia e nel 1774 venne dotata di un nuovo organo.
Nel 1833 le chiese suffraganee erano ridotte a 7. Soppressa nel 1986, è stata annessa alla chiesa di Vico d'Elsa.

## Opere già in loco

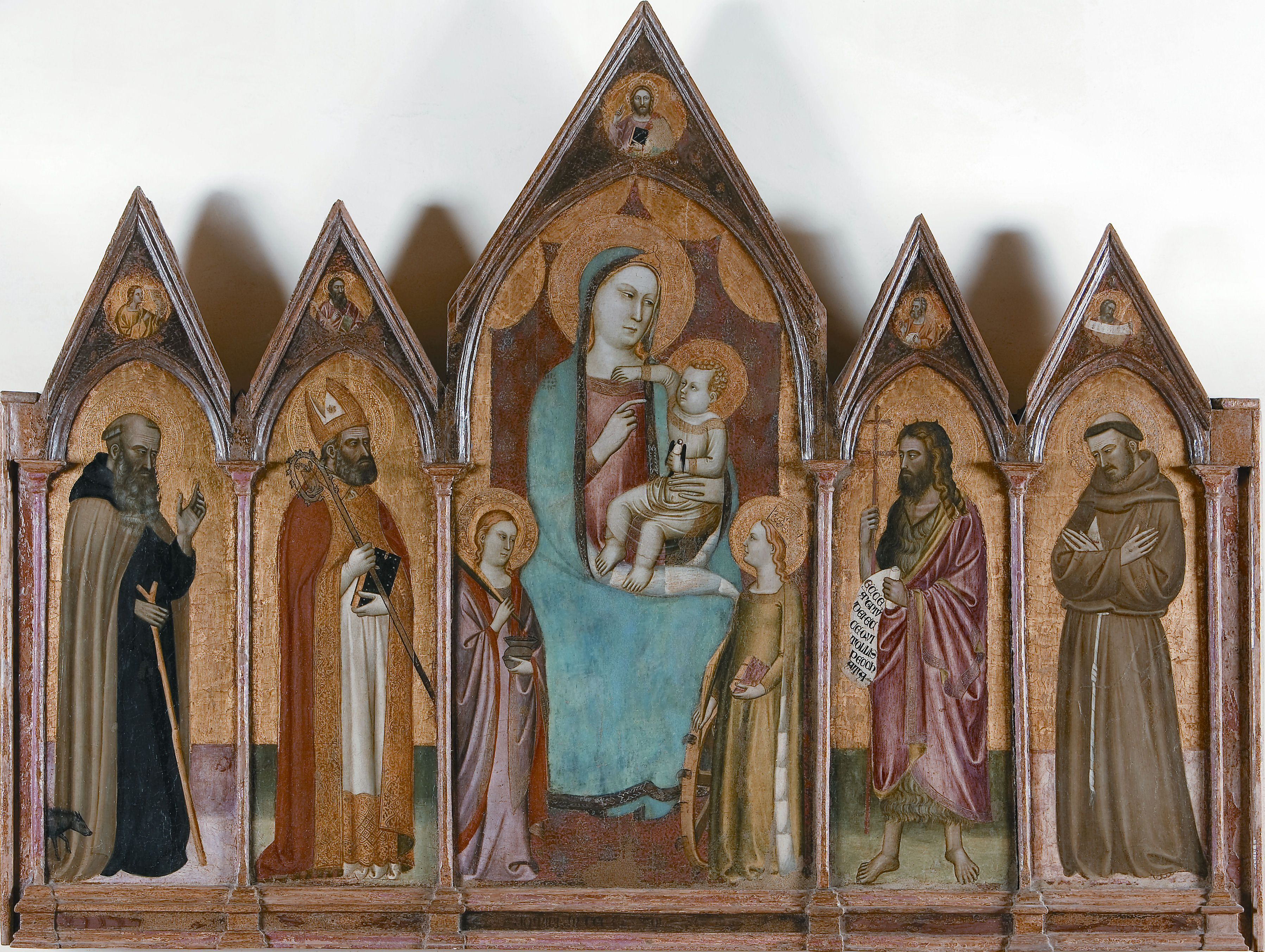
Puccio di Simone, Madonna col Bambino e santi, Certaldo, Museo di arte sacra, XIV secolo (1357?)

- Proviene da questa chiesa una tavola con una Circoncisione, soggetto assai raro, ora al Museo di Arte Sacra di Certaldo, attribuita alla bottega di Bernardino Poccetti databile entro l'ultimo decennio del XVI secolo: questo pittore, infatti, aveva realizzato anche la pala per l'altare della Cappella di San Michele a Semifonte, sita a poche centinaia di metri.
- Anche un polittico di Puccio di Simone, Madonna col Bambino e santi, databile al sesto decennio del XIV secolo (1357?), proveniente dall'oratorio di San Pietro a Petrognano, è stato ospitato in questa chiesa prima di essere trasferito nei locali del Museo di Arte Sacra di Certaldo.
- Per un certo periodo è stato qui conservato anche lo splendido Cristo di San Donnino o di Petrognano, anch'esso al Museo di Arte Sacra di Certaldo.

## Piviere di San Donnino

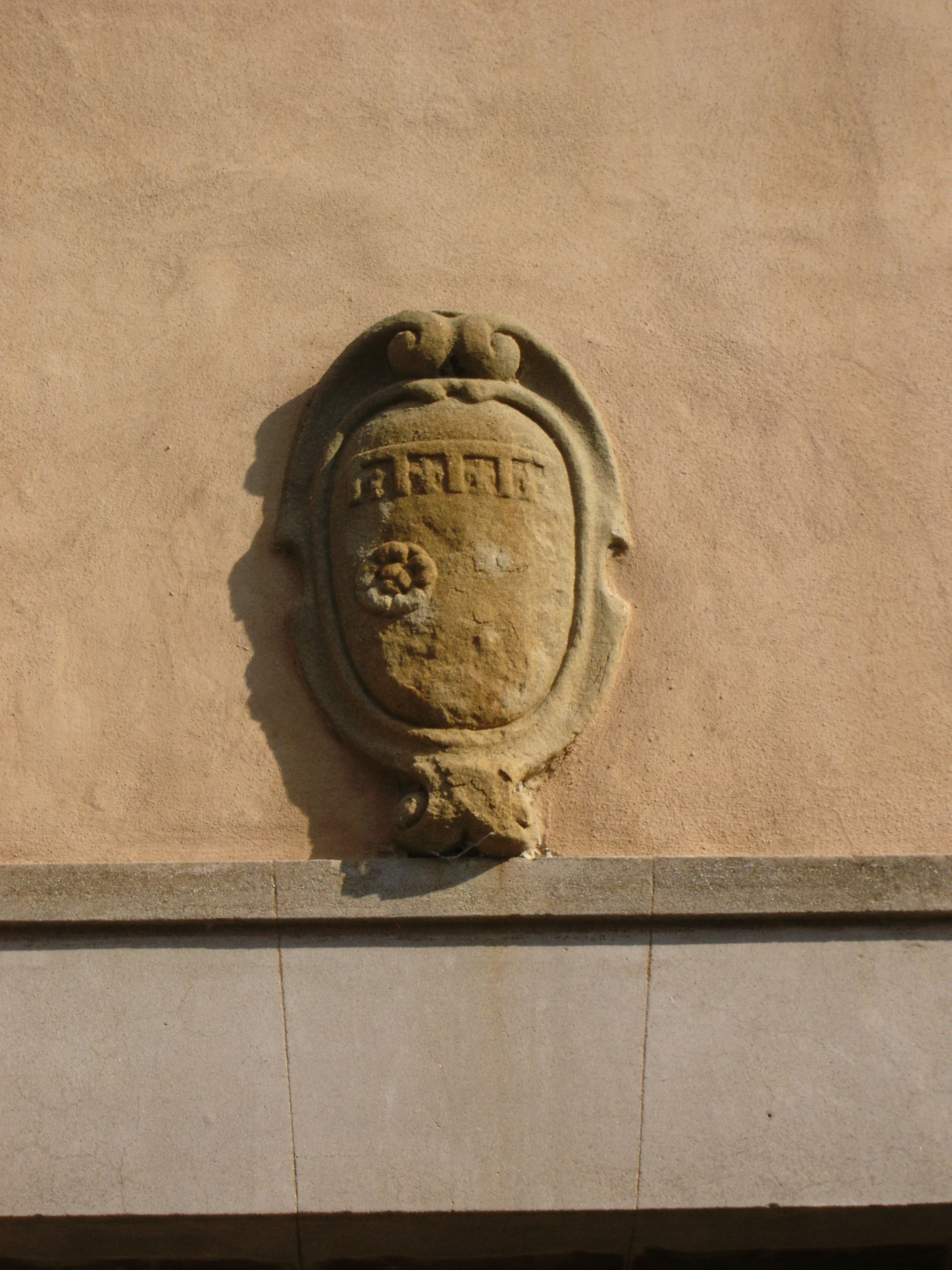
Lo stemma sopra il portale

- Chiesa di Santa Margherita (Certaldo): Già citata in un documento del 998, dal 1802 le fu unita la parrocchia di Santa Maria a Lancialberti e dal 1986 furono unite alla propositura di San Tommaso;
- Chiesa di Santa Maria a Lancialberti: Poco distante dalla chiesa di Santa Margherita, le fu annessa nel 1802, per poi seguirne le vicende fino ad oggi;
- Chiesa di San Pietro (Petrognano): Ubicata nell'abitato di Petrognano, questa chiesa fu annessa alla pieve di San Giovanni Battista nel corso del XVI secolo;
- chiesa di San Michele a Semifonte (distrutta);
- chiesa di Santo Stefano a Bagnano;
- chiesa di Santa Maria a Bagnano;
- chiesa di San Martino a Liffoli;
- chiesa di Sant'Ippolito a Megognano.

## Bibliografia

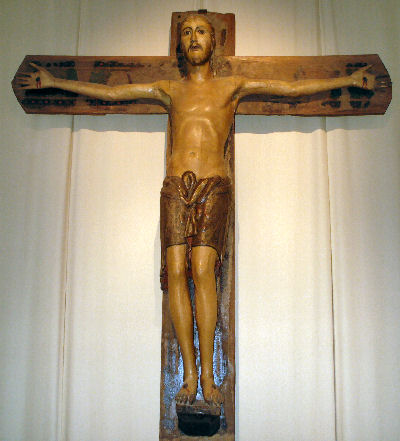
Crocifisso di Petrognano, Certaldo, Museo di arte sacra, XIII secolo